# Ópera Kroll
Ópera Kroll (en alemán, Krolloper) fue un famoso teatro de ópera en Berlín, Alemania en el costado oeste de la Königsplatz (hoy Platz der Republik) cercano a la Puerta de Brandeburgo construido en 1844 como teatro de variedades del restaurante de Joseph Kroll y transformado en teatro de ópera en 1851. Refaccionado nuevamente en 1895 fue inaugurado como la nueva ópera real del estado de Prusia fue diseñada por el arquitecto Oskar Kaufmann.

## La era Kroll

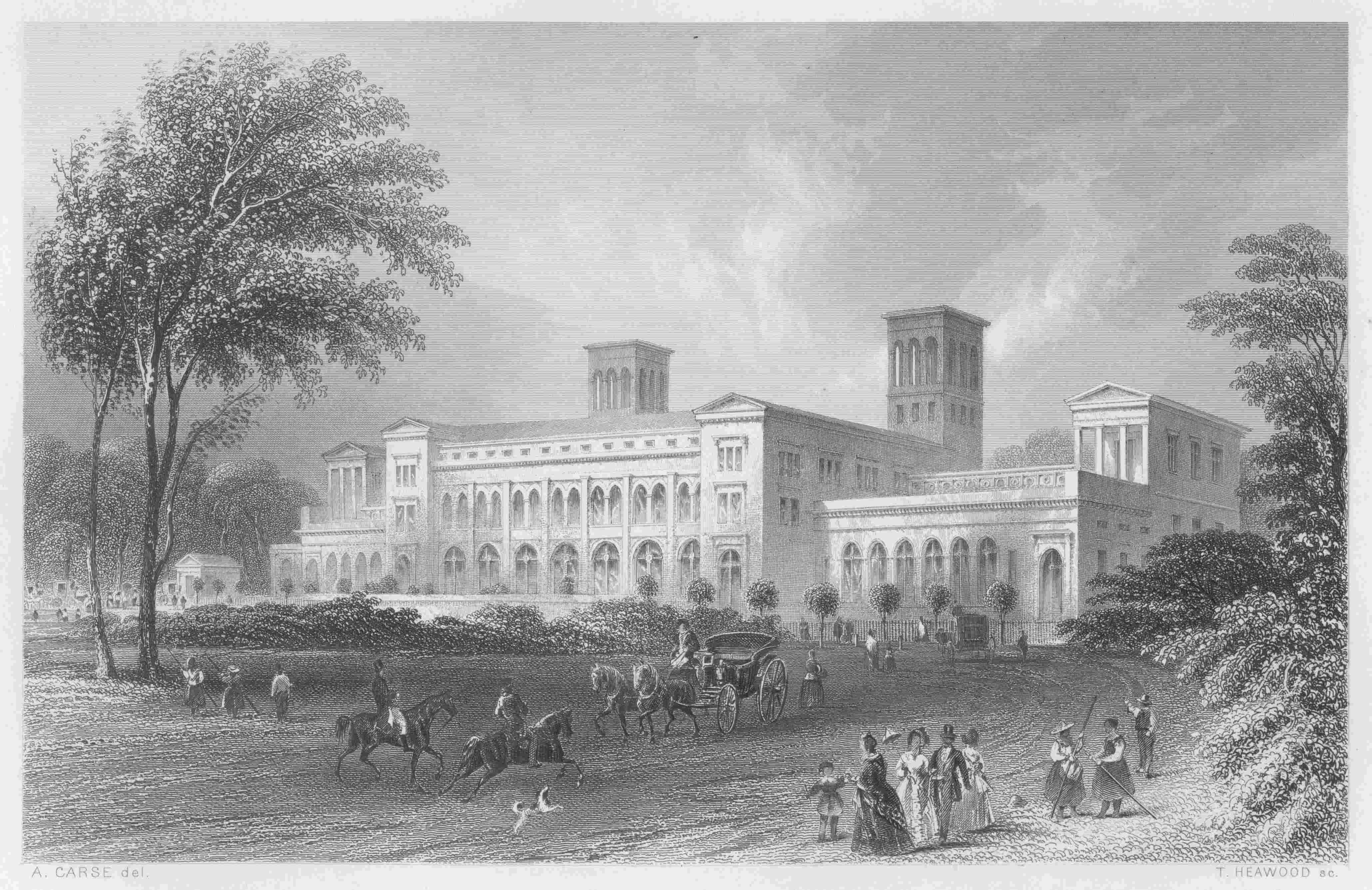
Ópera Kroll en 1850.

El empresario Joseph Kroll (1797-1848) fundó en Breslau en 1837 el establecimiento "Jardín de invierno Kroll". Impresionado con el sitio, el rey Friedrich Wilhelm IV de Prusia quiso construir uno similar en el Tiergarten de Berlín encargándoselo al arquitecto Ludwig Persius (1803-1845). 
Se inauguró el 15 de febrero de 1844 este centro de diversiones con diversas salas, luz de gas, bailes y exposiciones.
Auguste, hija de Kroll, lo sucedió en la empresa y en 1854 inauguró una nueva y moderna sala (el edificio había sido dañado en un incendio en 1851). Las operaciones cesaron en 1855 por falta de dinero. El empresario Heinrich Bergmann se hizo cargo de las operaciones trayendo grandes figuras entre ellas Jacques Offenbach. El marido de Auguste, Jakob Engel trato de mantenerlo en tiempos azarosos pero finalmente el establecimiento cerró sus puertas en 1894.

## La era Klemperer

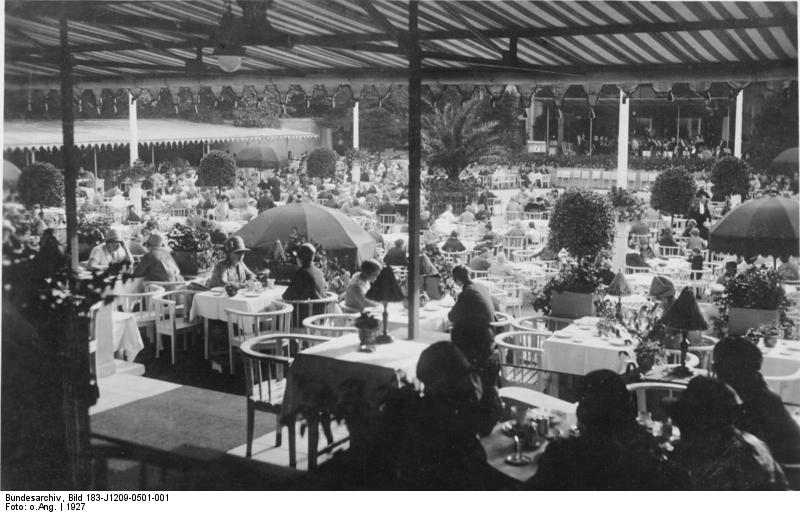
El restaurante Krollgarten en 1927

En 1896 fue rebautizado Neues Königliches Operntheater y en 1924 nuevamente se le cambió el nombre a Staatsoper am Platz der Republik pero para los berlineses siguió siendo la Kroll Opernhaus. 
La década siguiente será la época de gloria del teatro bajo la dirección general de Otto Klemperer. Tres casas de ópera rivalizaban en Berlín dirigidas respectivamente Bruno Walter (Ópera municipal), Erich Kleiber (Ópera Estatal) y Otto Klemperer, en la Kroll, técnicamente una rama de la Ópera Estatal.
Allí dirigirá Erich Kleiber y Alexander von Zemlinsky, László Moholy-Nagy, Oskar Schlemmer, Giorgio de Chirico realizarán escenografías, se estrenarán obras de Paul Hindemith, Arnold Schönberg, Ernst Krenek, Igor Stravinsky, Leos Janacek, Kurt Weill y otros tantos. Entre los cantantes se destacaron Emmy Destinn, Jarmila Novotna y Willi Domgraf-Fassbaender.
Se intentarán nuevas versiones escénicas de Fidelio, Las bodas de Fígaro y otras. La vanguardia señalada por la Kroll Oper en plena República de Weimar antecederá la tarea de Walter Felsenstein en la Ópera Cómica de Berlín (Komische Oper) del Berlín de la posguerra.

## La era nazi

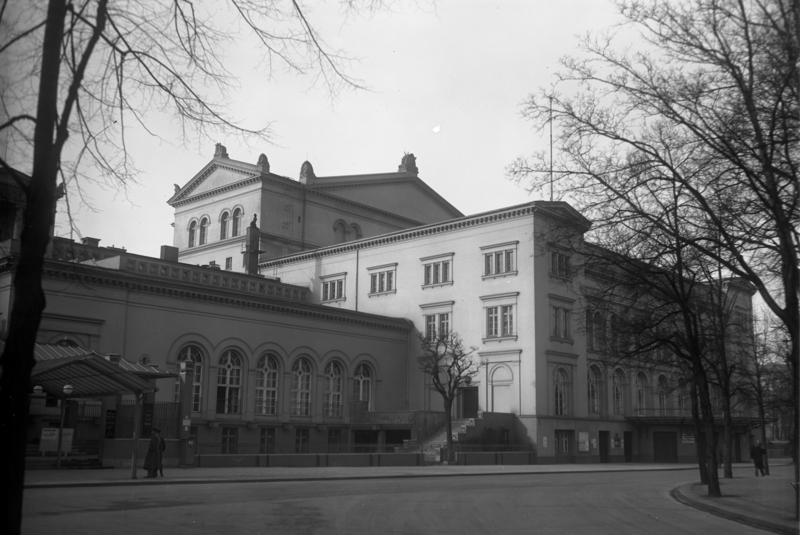
La Krolloper en 1930.

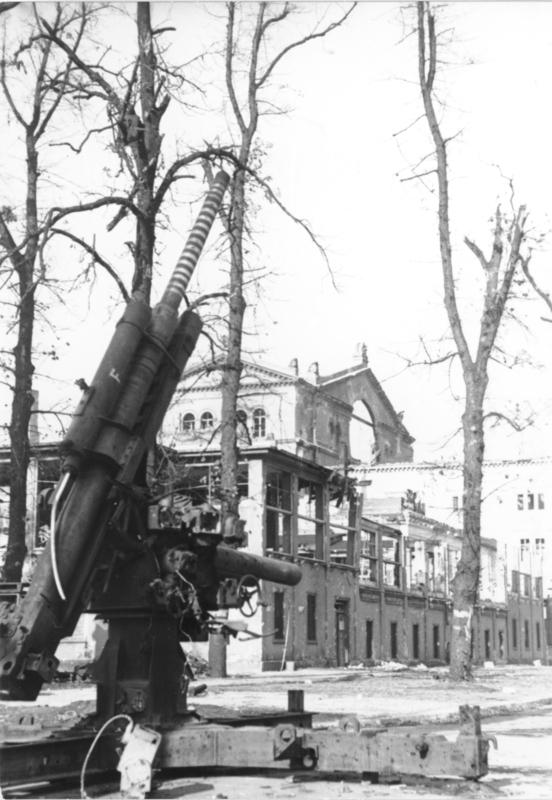
Las ruinas de la Krolloper en 1945.

El NSDAP toma el control del teatro por medio de Hermann Göring, quien era primer ministro de Prusia, cargo que le daba autoridad sobre la Ópera Estatal y por consiguiente, también sobre la Kroll. En 1933, luego del incendio del Reichstag Göring cede el teatro para que sea el lugar de sesiones del Reichstag, del cual él mismo era presidente. Es ahí donde se aprueba la ley que le da todo el poder a Hitler, y donde tendrán lugar las sesiones del luego poco poderoso parlamento hasta abril de 1943.
En noviembre de 1943 el edificio fue bombardeado y las ruinas demolidas en 1951; entre el fin de la guerra y la demolición final siguió funcionando el restaurante "Kroll-Garten". Actualmente el predio se encuentra vacío; aún se puede ver que hubo algún edificio ahí debido a que es un terreno sin vegetación en el centro, con árboles alrededor.